# Parigi-Nizza 2011
La Parigi-Nizza 2011, sessantanovesima edizione della corsa e valevole come seconda prova dell'UCI World Tour 2011, si svolse in otte tappe dal 6 al 13 marzo 2011, per un percorso totale di 1 307 km. Venne vinta dal tedesco Tony Martin, in forza al team HTC-Highroad, che concluse in 34h03'37".

## Tappe
| Tappa  | Data     | Percorso                                         | km    | Vincitore di tappa | Leader cl. generale |
| ------ | -------- | ------------------------------------------------ | ----- | ------------------ | ------------------- |
| 1ª     | 6 marzo  | Houdan > Houdan                                  | 154,5 | Thomas De Gendt    | Thomas De Gendt     |
| 2ª     | 7 marzo  | Montfort-l'Amaury > Amilly                       | 198,5 | Greg Henderson     | Thomas De Gendt     |
| 3ª     | 8 marzo  | Cosne-Cours-sur-Loire > Nuits-Saint-Georges      | 202,5 | Matthew Goss       | Matthew Goss        |
| 4ª     | 9 marzo  | Crêches-sur-Saône > Belleville                   | 191   | Thomas Voeckler    | Thomas De Gendt     |
| 5ª     | 10 marzo | Saint-Symphorien-sur-Coise > Vernoux-en-Vivarais | 194   | Andreas Klöden     | Andreas Klöden      |
| 6ª     | 11 marzo | Rognes > Aix-en-Provence (Cron. individuale)     | 27    | Tony Martin        | Tony Martin         |
| 7ª     | 12 marzo | Brignoles > Biot-Sophia Antipolis                | 215,5 | Rémy Di Grégorio   | Tony Martin         |
| 8ª     | 13 marzo | Nizza > Nizza                                    | 124   | Thomas Voeckler    | Tony Martin         |
| Totale | Totale   | Totale                                           | 1 307 |                    |                     |

## Squadre e corridori partecipanti
Essendo inserita tra le gare dell'UCI World Tour, tutte le squadre con licenza "UCI ProTeam" devono automaticamente parteciparvi. In totale prendono il via ventidue squadre, di cui diciotto "ProTeams" e quattro "UCI Professional Continental Team".
| N.      | Cod. | Squadra               |
| ------- | ---- | --------------------- |
| 1-8     | RAB  | Rabobank Cycling Team |
| 11-18   | GRM  | Team Garmin-Cervélo   |
| 21-28   | THR  | HTC-Highroad          |
| 31-38   | SKY  | Sky Procycling        |
| 41-48   | ALM  | AG2R La Mondiale      |
| 51-58   | MOV  | Movistar Team         |
| 61-68   | OLO  | Omega Pharma-Lotto    |
| 71-78   | AST  | Pro Team Astana       |
| 81-88   | RSH  | Team RadioShack       |
| 91-98   | FDJ  | FDJ                   |
| 101-108 | VCD  | Vacansoleil-DCM       |

| N.      | Cod. | Squadra                |
| ------- | ---- | ---------------------- |
| 111-118 | LIQ  | Liquigas-Cannondale    |
| 121-128 | SBS  | Saxo Bank-Sungard      |
| 131-138 | LEO  | Team Leopard-Trek      |
| 141-148 | COF  | Cofidis                |
| 151-158 | KAT  | Katusha Team           |
| 161-168 | BMC  | BMC Racing Team        |
| 171-178 | QST  | Quickstep Cycling Team |
| 181-188 | EUC  | Team Europcar          |
| 191-198 | EUS  | Euskaltel-Euskadi      |
| 201-208 | LAM  | Lampre-ISD             |
| 211-218 | BSC  | Bretagne-Schuller      |

## Dettagli delle tappe

### 1ª tappa
- 6 marzo: Houdan > Houdan – 154,5 km

Risultati
| Pos. | Corridore         | Squadra     | Tempo    |
| ---- | ----------------- | ----------- | -------- |
| 1    | Thomas De Gendt   | Vacansoleil | 4h05'06" |
| 2    | Jérémy Roy        | FDJ         | s.t.     |
| 3    | Heinrich Haussler | Garmin      | s.t.     |

| Pos. | Corridore         | Squadra     | Tempo    |
| ---- | ----------------- | ----------- | -------- |
| 1    | Thomas De Gendt   | Vacansoleil | 4h04'53" |
| 2    | Jérémy Roy        | FDJ         | a 6"     |
| 3    | Heinrich Haussler | Garmin      | a 9"     |

### 2ª tappa
- 7 marzo: Montfort-l'Amaury > Amilly – 198,5 km

Risultati
| Pos. | Corridore         | Squadra        | Tempo    |
| ---- | ----------------- | -------------- | -------- |
| 1    | Greg Henderson    | Sky Procycling | 5h00'56" |
| 2    | Matthew Goss      | HTC-Highroad   | s.t.     |
| 3    | Denis Galimzjanov | Katusha        | s.t.     |

| Pos. | Corridore       | Squadra        | Tempo    |
| ---- | --------------- | -------------- | -------- |
| 1    | Thomas De Gendt | Vacansoleil    | 9h05'48" |
| 2    | Greg Henderson  | Sky Procycling | a 4"     |
| 3    | Jérémy Roy      | FDJ            | a 7"     |

### 3ª tappa
- 8 marzo: Cosne-Cours-sur-Loire > Nuits-Saint-Georges – 202,5 km

Risultati
| Pos. | Corridore         | Squadra      | Tempo    |
| ---- | ----------------- | ------------ | -------- |
| 1    | Matthew Goss      | HTC-Highroad | 5h16'48" |
| 2    | Heinrich Haussler | Garmin       | s.t.     |
| 3    | Denis Galimzjanov | Katusha      | s.t.     |

| Pos. | Corridore         | Squadra      | Tempo     |
| ---- | ----------------- | ------------ | --------- |
| 1    | Matthew Goss      | HTC-Highroad | 14h22'34" |
| 2    | Thomas De Gendt   | Vacansoleil  | a 2"      |
| 3    | Heinrich Haussler | Garmin       | a 6"      |

### 4ª tappa
- 9 marzo: Crêches-sur-Saône > Belleville – 191 km

Risultati
| Pos. | Corridore       | Squadra     | Tempo    |
| ---- | --------------- | ----------- | -------- |
| 1    | Thomas Voeckler | Europcar    | 5h04'20" |
| 2    | Rémi Pauriol    | FDJ         | s.t.     |
| 3    | Thomas De Gendt | Vacansoleil | s.t.     |

| Pos. | Corridore       | Squadra     | Tempo     |
| ---- | --------------- | ----------- | --------- |
| 1    | Thomas De Gendt | Vacansoleil | 19h26'46" |
| 2    | Thomas Voeckler | Europcar    | a 10"     |
| 3    | Rémi Pauriol    | FDJ         | a 16"     |

### 5ª tappa
- 10 marzo: Saint-Symphorien-sur-Coise > Vernoux-en-Vivarais – 194 km

Risultati
| Pos. | Corridore      | Squadra     | Tempo    |
| ---- | -------------- | ----------- | -------- |
| 1    | Andreas Klöden | RadioShack  | 4h59'00" |
| 2    | Samuel Sánchez | Euskaltel   | s.t.     |
| 3    | Matteo Carrara | Vacansoleil | s.t.     |

| Pos. | Corridore      | Squadra     | Tempo     |
| ---- | -------------- | ----------- | --------- |
| 1    | Andreas Klöden | RadioShack  | 24h25'13" |
| 2    | Samuel Sánchez | Euskaltel   | a 4"      |
| 3    | Matteo Carrara | Vacansoleil | a 6"      |

### 6ª tappa
- 11 marzo: Rognes > Aix-en-Provence – Cronometro individuale – 27 km

Risultati
| Pos. | Corridore       | Squadra        | Tempo  |
| ---- | --------------- | -------------- | ------ |
| 1    | Tony Martin     | HTC-Highroad   | 33'24" |
| 2    | Bradley Wiggins | Sky Procycling | a 20"  |
| 3    | Richie Porte    | Saxo Bank      | a 29"  |

| Pos. | Corridore       | Squadra        | Tempo     |
| ---- | --------------- | -------------- | --------- |
| 1    | Tony Martin     | HTC-Highroad   | 24h59'47" |
| 2    | Andreas Klöden  | RadioShack     | a 36"     |
| 3    | Bradley Wiggins | Sky Procycling | a 39"     |

### 7ª tappa
- 12 marzo: Brignoles > Biot-Sophia Antipolis – 215,5 km

Risultati
| Pos. | Corridore        | Squadra        | Tempo    |
| ---- | ---------------- | -------------- | -------- |
| 1    | Rémy Di Grégorio | Astana         | 5h46'23" |
| 2    | Samuel Sánchez   | Euskaltel      | a 5"     |
| 3    | Rigoberto Urán   | Sky Procycling | s.t.     |

| Pos. | Corridore       | Squadra        | Tempo     |
| ---- | --------------- | -------------- | --------- |
| 1    | Tony Martin     | HTC-Highroad   | 30h46'17" |
| 2    | Andreas Klöden  | RadioShack     | a 36"     |
| 3    | Bradley Wiggins | Sky Procycling | a 41"     |

### 8ª tappa
- 13 marzo: Nizza > Nizza – 124 km

Risultati
| Pos. | Corridore       | Squadra    | Tempo    |
| ---- | --------------- | ---------- | -------- |
| 1    | Thomas Voeckler | Europcar   | 3h15'58" |
| 2    | Diego Ulissi    | Lampre-ISD | a 23"    |
| 3    | Julien El Fares | Cofidis    | a 1'06"  |

| Pos. | Corridore       | Squadra        | Tempo     |
| ---- | --------------- | -------------- | --------- |
| 1    | Tony Martin     | HTC-Highroad   | 34h03'37" |
| 2    | Andreas Klöden  | RadioShack     | a 36"     |
| 3    | Bradley Wiggins | Sky Procycling | a 41"     |

## Evoluzione delle classifiche
| Tappa              | Vincitore          | Classifica generale Maglia gialla | Classifica a punti Maglia verde | Classifica scalatori Maglia a pois | Classifica giovani Maglia bianca | Classifica a squadre Numero giallo |
| ------------------ | ------------------ | --------------------------------- | ------------------------------- | ---------------------------------- | -------------------------------- | ---------------------------------- |
| 1ª                 | Thomas De Gendt    | Thomas De Gendt                   | Thomas De Gendt                 | Damien Gaudin                      | Thomas De Gendt                  | Vacansoleil-DCM Pro Cycling Team   |
| 2ª                 | Greg Henderson     | Thomas De Gendt                   | Greg Henderson                  | Damien Gaudin                      | Thomas De Gendt                  | Vacansoleil-DCM Pro Cycling Team   |
| 3ª                 | Matthew Goss       | Matthew Goss                      | Heinrich Haussler               | Jussi Veikkanen                    | Matthew Goss                     | Vacansoleil-DCM Pro Cycling Team   |
| 4ª                 | Thomas Voeckler    | Thomas De Gendt                   | Heinrich Haussler               | Rémi Pauriol                       | Thomas De Gendt                  | Vacansoleil-DCM Pro Cycling Team   |
| 5ª                 | Andreas Klöden     | Andreas Klöden                    | Heinrich Haussler               | Rémi Pauriol                       | Robert Kišerlovski               | Team RadioShack                    |
| 6ª                 | Tony Martin        | Tony Martin                       | Heinrich Haussler               | Rémi Pauriol                       | Rein Taaramäe                    | Team RadioShack                    |
| 7ª                 | Rémy Di Grégorio   | Tony Martin                       | Heinrich Haussler               | Rémi Pauriol                       | Rein Taaramäe                    | Team RadioShack                    |
| 8ª                 | Thomas Voeckler    | Tony Martin                       | Heinrich Haussler               | Rémi Pauriol                       | Rein Taaramäe                    | Team RadioShack                    |
| Classifiche finali | Classifiche finali | Tony Martin                       | Heinrich Haussler               | Rémi Pauriol                       | Rein Taaramäe                    | Team RadioShack                    |

## Classifiche finali

### Classifica generale - Maglia gialla
| Pos. | Corridore              | Squadra        | Tempo     |
| ---- | ---------------------- | -------------- | --------- |
| 1    | Tony Martin            | HTC-Highroad   | 34h03'37" |
| 2    | Andreas Klöden         | RadioShack     | a 36"     |
| 3    | Bradley Wiggins        | Sky Procycling | a 41"     |
| 4    | Rein Taaramäe          | Cofidis        | a 1'10"   |
| 5    | Samuel Sánchez         | Euskaltel      | a 1'13"   |
| 6    | Jean-Christophe Péraud | AG2R La Mon.   | a 1'24"   |
| 7    | Janez Brajkovič        | RadioShack     | a 1'34"   |
| 8    | Levi Leipheimer        | RadioShack     | a 1'36"   |
| 9    | Bauke Mollema          | Rabobank       | a 2'04"   |
| 10   | Maxime Monfort         | Leopard-Trek   | a 2'26"   |

### Classifica a punti - Maglia verde
| Pos. | Corridore         | Squadra      | Punti |
| ---- | ----------------- | ------------ | ----- |
| 1    | Heinrich Haussler | Garmin       | 84    |
| 2    | Andreas Klöden    | RadioShack   | 70    |
| 3    | Samuel Sánchez    | Euskaltel    | 67    |
| 4    | Tony Martin       | HTC-Highroad | 64    |
| 5    | Thomas De Gendt   | Vacansoleil  | 61    |

### Classifica scalatori - Maglia a pois
| Pos. | Corridore          | Squadra    | Punti |
| ---- | ------------------ | ---------- | ----- |
| 1    | Rémi Pauriol       | FDJ        | 56    |
| 2    | Thomas Voeckler    | Europcar   | 29    |
| 3    | David López García | Movistar   | 28    |
| 4    | Éric Berthou       | Bretagne   | 27    |
| 5    | Diego Ulissi       | Lampre-ISD | 21    |

### Classifica giovani - Maglia bianca
| Pos. | Corridore       | Squadra      | Tempo     |
| ---- | --------------- | ------------ | --------- |
| 1    | Rein Taaramäe   | Cofidis      | 34h04'47" |
| 2    | Bauke Mollema   | Rabobank     | a 54"     |
| 3    | Simon Špilak    | Lampre-ISD   | a 2'14"   |
| 4    | Blel Kadri      | AG2R La Mon. | a 5'09"   |
| 5    | Roman Kreuziger | Astana       | a 6'00"   |

### Classifica a squadre - Numero giallo
| Pos. | Squadra         | Tempo      |
| ---- | --------------- | ---------- |
| 1    | Team RadioShack | 102h14'47" |
| 2    | Sky Procycling  | a 3'04"    |
| 3    | Movistar Team   | a 9'37"    |
| 4    | Pro Team Astana | a 14'25"   |
| 5    | HTC-Highroad    | a 14'31"   |

## Punteggi UCI
| Pos.               | Corridore              | Squadra        | Punti |
| ------------------ | ---------------------- | -------------- | ----- |
| 1                  | Tony Martin            | HTC-Highroad   | 108   |
| 2                  | Andreas Klöden         | RadioShack     | 88    |
| 3                  | Bradley Wiggins        | Sky Procycling | 74    |
| 4                  | Samuel Sánchez         | Euskaltel      | 59    |
| 5                  | Jean-Christophe Péraud | AG2R La Mon.   | 41    |
| 6                  | Janez Brajkovič        | RadioShack     | 30    |
| 7                  | Levi Leipheimer        | RadioShack     | 20    |
| 8                  | Bauke Mollema          | Rabobank       | 10    |
| Matthew Goss       | HTC-Highroad           | 10             |       |
| 10                 | Heinrich Haussler      | Garmin         | 8     |
| Thomas De Gendt    | Vacansoleil            | 8              |       |
| 12                 | Greg Henderson         | Sky Procycling | 7     |
| Rémy Di Grégorio   | Astana                 | 7              |       |
| 14                 | Maxime Monfort         | Leopard-Trek   | 4     |
| Denis Galimzjanov  | Katusha                | 4              |       |
| Diego Ulissi       | Lampre-ISD             | 4              |       |
| 17                 | Peter Sagan            | Liquigas       | 2     |
| Rigoberto Urán     | Sky Procycling         | 2              |       |
| Richie Porte       | Saxo Bank              | 2              |       |
| Matteo Carrara     | Vacansoleil            | 2              |       |
| 21                 | José Joaquín Rojas     | Movistar       | 1     |
| Geraint Thomas     | Sky Procycling         | 1              |       |
| David López García | Movistar               | 1              |       |

| Pos.                             | Squadra               | Punti |
| -------------------------------- | --------------------- | ----- |
| 1                                | Team RadioShack       | 138   |
| 2                                | HTC-Highroad          | 118   |
| 3                                | Sky Procycling        | 84    |
| 4                                | Euskaltel-Euskadi     | 59    |
| 5                                | AG2R La Mondiale      | 41    |
| 6                                | Rabobank Cycling Team | 10    |
| Vacansoleil-DCM Pro Cycling Team | 10                    |       |
| 8                                | Team Garmin-Cervélo   | 8     |
| 9                                | Pro Team Astana       | 7     |
| 10                               | Katusha Team          | 4     |
| Lampre-ISD                       | 4                     |       |
| Team Leopard-Trek                | 4                     |       |
| 13                               | Liquigas-Cannondale   | 2     |
| Saxo Bank-Sungard                | 2                     |       |
| Movistar Team                    | 2                     |       |

| Pos.      | Nazione       | Punti |
| --------- | ------------- | ----- |
| 1         | Germania      | 196   |
| 2         | Regno Unito   | 75    |
| 3         | Spagna        | 61    |
| 4         | Francia       | 46    |
| 5         | Slovacchia    | 32    |
| 6         | Stati Uniti   | 20    |
| Australia | 20            |       |
| 8         | Belgio        | 12    |
| 9         | Paesi Bassi   | 10    |
| 10        | Nuova Zelanda | 7     |
| 11        | Italia        | 6     |
| 12        | Russia        | 4     |
| 13        | Colombia      | 2     |